# Pueblica de Valverde
Pueblica de Valverde es un municipio y localidad española de la provincia de Zamora, en la comunidad autónoma de Castilla y León. El término municipal tiene una población de 189 habitantes (INE 2024).

## Geografía
Ubicación

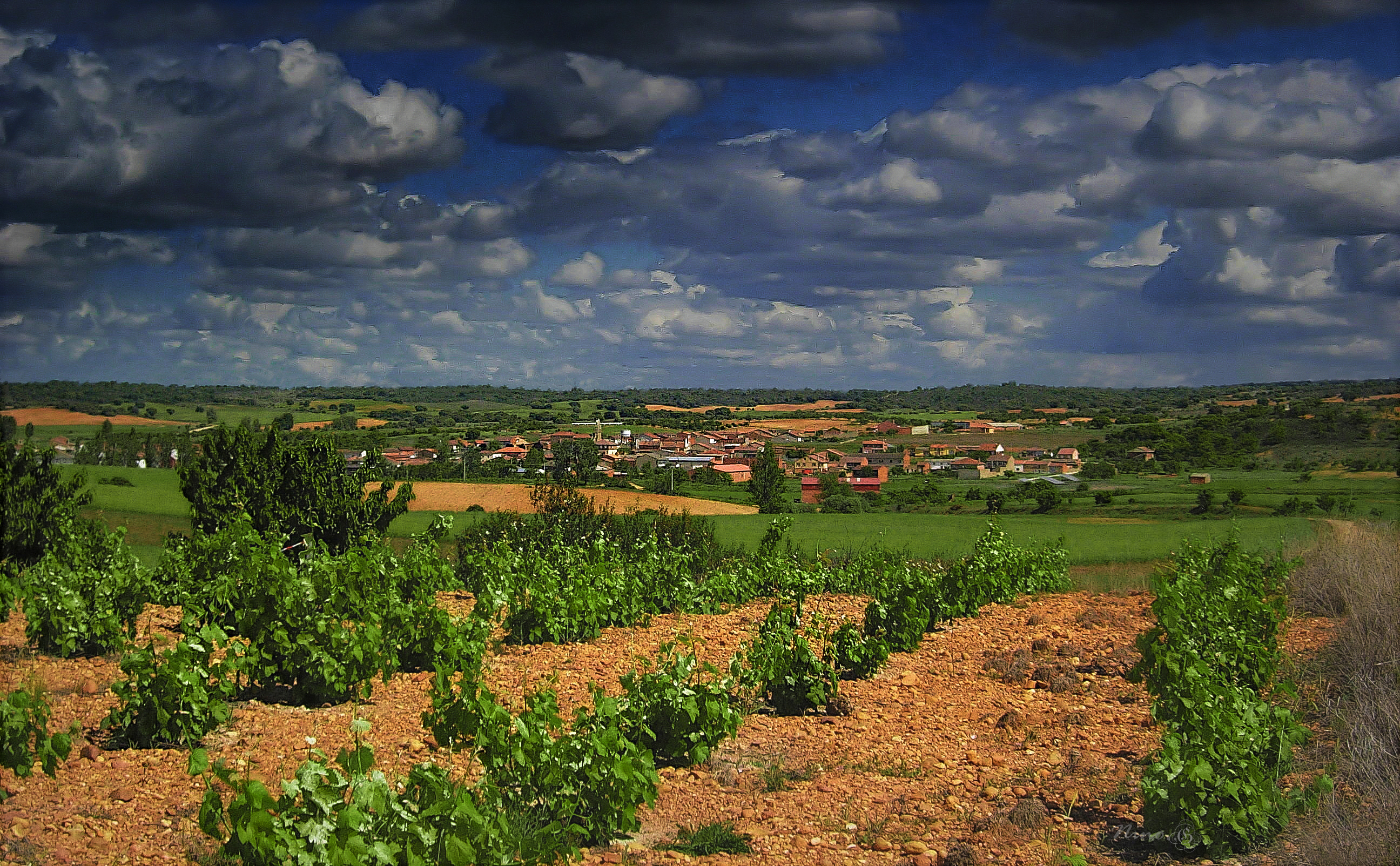
Vista de la localidad

Pueblica de Valverde se encuentra en el centro del triángulo que forman las carreteras N-630 al este, N-631 al oeste y N-525 al norte, esta última paralela a la A-52 o autovía de las Rías Bajas. Se encuentra situado a una distancia de 25 km de Benavente, 13 km de Tábara, 71 km de Puebla de Sanabria y 58 km de Zamora, la capital provincial.
El municipio se encuentra situado en la comarca de Benavente y Los Valles y cuenta con una superficie de 25,76 km². Su término incluye la dehesa de Pozos y la localidad pedánea de Bercianos de Valverde, esta última situada en las proximidades del arroyo Castrón.
Orografía
El terreno tiene una orografía accidentada, con cerros cultivables. Existen varios picos en la zona con altitudes variables, entre los que destacan el Altar Mayor, Tarcibera y Penosillos que separan el pueblo de la dehesa de Pozos. Estos parajes más elevados suelen ser ricos en caza, con especies cinegéticas entre las que abundan liebres, conejos, perdices y jabalíes, además de ser relativamente frecuente la presencia de lobos que llegan a estas tierras en sus batidas desde la próxima sierra de la Culebra.
Hidrografía
El arroyo Zamarrilla cruza Pueblica de sur a norte, paralelo a la carretera ZA-121. Este arroyo nace en el término de Litos, recorre la dehesa de Pozos, Pueblica de Valverde y Morales de Valverde hasta desembocar en el arroyo Castrón, en un paraje situado entre Morales y San Pedro de Zamudia.

## Historia
En la Edad Media, la victoria del ejército de Alfonso III en la batalla de la Polvorosa, en el año 878, fue decisiva para la posterior integración y repoblación de la localidad de Pueblica, que quedó integrada en el Reino de León.
Posteriormente, en la Edad Moderna, Pueblica fue una de las localidades que se integraron en la provincia de las Tierras del Conde de Benavente y dentro de esta en la Merindad de Valverde y la receptoría de Benavente. No obstante, al reestructurarse las provincias y crearse las actuales en 1833, la localidad pasó a formar parte de la provincia de Zamora, dentro de la Región Leonesa, quedando integrada en 1834 en el partido judicial de Benavente.
A mediados del siglo XIX el lugar tenía contabilizada una población de 158 habitantes. Aparece descrito en el decimotercer volumen del Diccionario geográfico-estadístico-histórico de España y sus posesiones de Ultramar de Pascual Madoz de la siguiente manera:

PUEBLICA DE VALVERDE: l. en lo prov. de Zamora (9 leg.), part. jud. de Benavente (3), dióc. de Artorga (10), aud. terr. y c. g. de Valladolid (19); es cab. del ayunt. de su mismo nombre á que se se halla agregado el pueblo de Bercianos de Valverde. sit. en un valle; su clima es templado, sus enfermedades mas comunes tercianas. Tiene 33 casas, igl. parr. (San Vicente Martin) anejo de Morales de Rey; y buenas aguas potables. Confina con Sta. Maria de Valverde, Friera y Tabara; en su térm. se encuentra un cas. en la deh. de los Pozos El terreno es desigual y de mediana calidad: por él corren las aguas de un arroyo periódico llamado Zamarrilla. Los caminos son locales: recibe la correspondencia de Benavente. prod.: trigo, centeno y pastos; cria gana lo vacuno para las labores del campo, y caza de liebres, conejos y perdices. ind.: fabricacion de carbon. pobl.: 39 vecinos, 158 almas. cap. prod.: 137,134. imp.: 11,020. contr.: 2,866.
(Madoz, 1849, p. 256)

## Demografía
Cuenta con una población de 189 habitantes (INE 2024).
| Gráfica de evolución demográfica de Pueblica de Valverde entre 1842 y 2021 |
| |
| Población de derecho según los censos de población del INE Población de hecho según los censos de población del INEEntre el censo de 1857 y el anterior, crece el término del municipio porque incorpora a 495016 (Bercianos de Valverde) |

## Economía
En esta localidad destaca la producción de cerezas, popularmente denominadas como «guindas de la Pueblica». Además, en los últimos años la floración de los cerezos se ha convertido en un recurso turístico, al que se acude para ver la imagen del manto blanco que generan los miles de cerezos existentes en la campiña de este municipio zamorano.

## Patrimonio

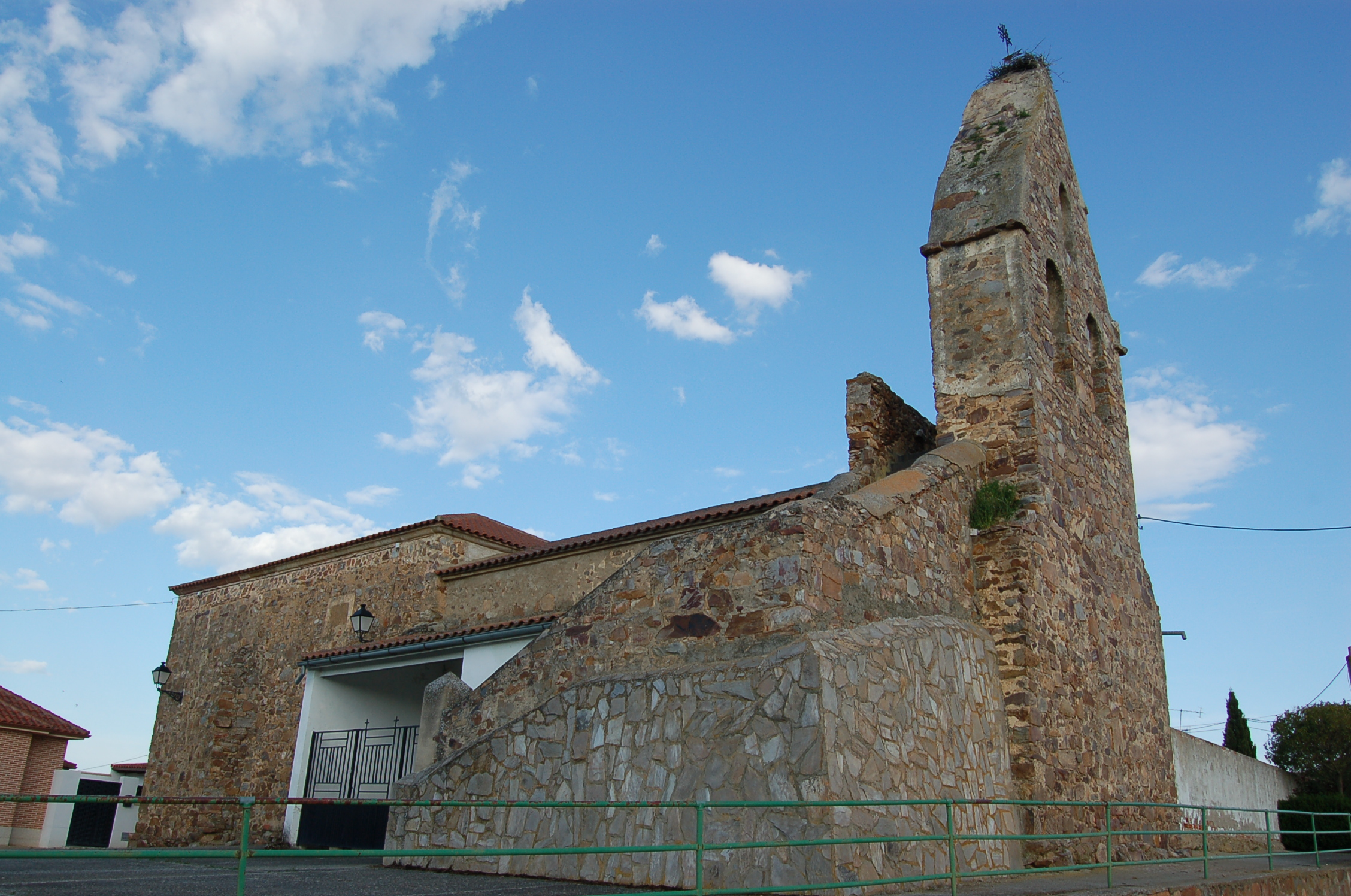
Iglesia.

Su edificio más significativo es su iglesia parroquial, con un campanario en el que se dibujan tres ventanas que albergan a sus campanas. Tanto en su exterior como en su interior se puede apreciar una extrema austeridad. Cuenta con la imagen de la Virgen del Amor Hermoso.

## Fiestas
Las principales fiestas de Pueblica de Valverde se celebran el 22 de enero, San Vicente, y el 29 de mayo, Amor Hermoso.